# 三浦誠己
三浦 誠己（みうら まさき、1975年〈昭和50年〉11月16日 - ）は、日本の俳優。ディケイド所属。妻は女優、劇作家、演出家の笹峯愛。

## 略歴・人物
大阪NSC13期生。1994年にお笑いコンビトライアンフを結成（当時の所属は吉本興業）。心斎橋筋2丁目劇場でデビュー。
1997年コンビを解散し、上京。ピン芸人として活動後、2003年より俳優へ転向。
2005年より所属事務所をディケイドに移す。
2012年公開の映画『彼女について知ることのすべて』で笹峯愛と共演したことがきっかけとなり、2012年の1月に結婚。8月に長男を授かった。また、2021年12月には長女が誕生したことが笹峯のInstagramで公表された。
2017年公開の映画『火花』の初日舞台挨拶にて「思い入れがある。記念すべき出演映画100本目になった」と元お笑い芸人であった自分のキャリアを振り返り感慨深く語っている。
瀬々敬久、行定勲、熊切和嘉らの作品の常連である。

## 交友関係
芸人時代から千原ジュニアを慕い、彼の元に集う後輩芸人達の教育係的役割を担っていたことから、後輩芸人を叱ることが多く、通称「鬼軍曹」として後輩芸人達に恐れられていた。

## 出演

### 映画
1996年
- 岸和田少年愚連隊（井筒和幸監督）

2002年
- 青い春（豊田利晃監督）
- IKKA:一和（川合晃監督） - 太田圭介 役

2003年
- バーバー吉野（荻上直子監督） - 北野先生 役
- Seventh Anniversary（行定勲監督）

2004年
- きょうのできごと a day on the planet（行定勲監督） - 西山 役
- 69 sixty nine（李相日監督）- 長崎大学生活動家 役
- ウイニング・パス（中田新一監督） - 佐藤誠 役
- LOVE COLLECTION OLDK オーエルディーケー（原正弘監督） - 西条 役
- 肌の隙間（瀬々敬久監督） - ガソリンスタンドの店員 役
- トウキョウノワール（石岡正人監督）
- 月猫に蜜の弾（港博之監督）
- 血と骨（崔洋一監督） - 崔栄植 役
- ユダ（瀬々敬久監督）
- 蔵六の奇病〜日野日出志怪奇ホラー劇場（熊切和嘉監督）

2005年
- 北の零年（行定勲監督）
- 死霊波（葉山陽一郎監督） - 長尾毅 役
- 心中エレジー（亀井亨監督）
- TKO HIP HOP（谷口則之監督）
- 絶対恐怖 Booth ブース（中村義洋監督） - 長谷川 役
- 戦〜IKUSA（本田隆一監督）
- リンダ リンダ リンダ（山下敦弘監督） - 前園トモキ 役
- 東京ゾンビ（佐藤左吉監督） - マーさん軍団 役

2006年
- ゆれる（西川美和監督）
- キャッチボール屋（大崎章監督）
- 酒井家のしあわせ（呉美保監督） - 麻田武 役
- 青春☆金属バット（熊切和嘉監督） - コンビニの客 役

2007年
- フリージア（熊切和嘉監督） - 溝口 役
- Zero WOMAN R 警視庁0課の女／欲望の代償（藤原健一監督） - 早見 役
- 星屑夜曲（外山文治監督）
- やじきた道中 てれすこ（平山秀幸監督）
- ユメ十夜（豊島圭介監督）
- 風の外側（奥田瑛二監督）
- クローズド・ノート（行定勲監督）
- 遠くの空に消えた（行定勲監督） - トバの子分たち 役
- 富江VS富江（久保朝洋監督） - 岸田 役
- 黄色い涙（犬堂一心監督）
- おばちゃんチップス（田中誠監督）

2008年
- 泪壺（瀬々敬久監督） - 皆川 役
- 魁!!男塾（坂口拓監督） - 丹下 役
- どこに行くの?（松井良彦監督） - 三木幸一 役
- 闇の子供たち（阪本順治監督） - 矢田 役
- ビルと動物園（齋藤孝監督）
- むずかしい恋（益子昌一監督）
- 容疑者Xの献身（西谷弘監督）

2009年
- ヤッターマン（三池崇史監督）
- ニセ札（木村祐一監督） - 小笠原憲三 役
- 蟹工船（SABU監督） - 雑夫・小堀 役
- しあわせカモン（中村大哉監督） - 同棲の男 役
- 今日からヒットマン（横井健司監督）

2010年
- パレード（行定勲監督） - 梅崎 役
- アウトレイジ（北野武監督） - 大友組組員上田 役
- 結び目（小沼雄一監督） - 浅尾雁太郎 役
- 団地妻 昼下がりの情事（中原俊監督） - 哲平 役
- さらば愛しの大統領（世界のナベアツ監督） - 立て篭もり犯　役
- ヘヴンズ ストーリー（瀬々敬久監督）
- 海炭市叙景（熊切和嘉監督） - 萩谷博 役

2011年
- 嘘つきみーくんと壊れたまーちゃん（瀬田なつき監督） - 刑事・藤田 役
- 冷たい熱帯魚（園子温監督） - 吉田の弟 役
- まほろ駅前多田便利軒（大森立嗣監督） - 刑事
- アンダルシア 女神の報復（西谷弘監督）
- PANORAMA（吉川諒監督）
- 目を閉じてギラギラ（冨永昌敬監督） - 黒田組若頭・柿谷 役
- 犬とあなたの物語 いぬのえいが（川西純監督）
- 白い息（久万真路監督）

2012年
- 彼女について知ることのすべて（井土紀州監督） - 鵜川 役
- からっぽ（草野翔吾監督） - 古井六輔 役
- Another（古澤健監督） - 松永克己 役
- Playback（三宅唱監督）
- それからの海（高橋陽一郎監督）

2013年
- つやのよる ある愛に関わった、女たちの物語（行定勲監督）
- さよなら渓谷（大森立嗣監督）
- 人類資金（阪本順治監督） - 辻井 役

2014年
- MONSTERZ モンスターズ（中田秀夫監督） - 男の父 役
- 私の男（熊切和嘉監督） - 美郎の先輩 役
- 円卓 こっこ、ひと夏のイマジン（行定勲監督） - 石田先生 役
- 海を感じる時（安藤尋監督）
- 無果花の森（古厩智之監督）
- まほろ駅前狂騒曲（大森立嗣監督） - 吉村刑事 役
- 赤の女王  牛る馬猪ふ（天願大介監督） - 権太 役

2015年
- 極道大戦争（三池崇史監督）
- Zアイランド（品川ヒロシ監督）
- 木屋町DARUMA（榊英雄監督）
- 4/猫 ねこぶんのよん「ねこまんま」（上田慎一郎監督）

2016年
- 団地（阪本順治監督）
- 64（ロクヨン）（瀬々敬久監督）
- ディストラクション・ベイビーズ（真利子哲也監督） - 河野淳平 役
- 秘密 THE TOP SECRET（大友啓史監督） - 山路清 役
- HiGH&LOW THE RED RAIN（山口雄大監督）
- ピンクとグレー（行定勲監督）
- 黒い暴動♥（宇賀那健一監督）
- ジムノペディに乱れる（行定勲監督）

2017年
- トマトのしずく（榊英雄監督） - 若いころの辰夫 役
- アリーキャット（榊英雄監督） - 柿沢美智也 役
- 関ヶ原（原田眞人監督） - 島津豊久 役
- 昼顔（西谷弘監督）
- ナラタージュ（行定勲監督）
- なりゆきな魂、（瀬々敬久監督） - 京成サブ 役
- AMY SAID（村本大志監督）-朝田 役（主演）
- 火花（板尾創路監督） - 大林 役

2018年
- アウトサイダー（マーチン・ピータ・サンフリト監督）-ケンタロウ 役
- 検察側の罪人（原田眞人監督）
- 泣き虫しょったんの奇跡（豊田利晃監督） - 新條 役
- 私の奴隷になりなさい 第2章 ご主人様と呼ばせてください（城定秀夫監督）
- 十年 Ten Years Japan「DATA」（津野愛監督）

2019年
- 空母いぶき（若松節朗監督） - 赤司徹 役
- 凪待ち（白石和彌監督） - 蝦名政則 役
- 楽園（瀬々敬久監督）

2020年
- 劇場（行定勲監督）
- 朝が来る（10月23日、河瀨直美監督）
- Fukushima 50 (若松節朗監督)- 内藤慎二(福島第一原発 5・6号機当直副長) 役

2022年
- ケイコ 目を澄ませて（三宅唱監督）
- 母性（廣木隆一監督） - 田所哲史 役

2023年
- あつい胸さわぎ（まつむらしんご監督）
- おまえの罪を自白しろ（水田伸生監督）
- 四十九 SeeK.1 （シェイン・コスギ監督）

2024年
- ラストターン 福山健二71歳、二度目の青春（久万真路監督）
- 霧の淵（村瀬大智監督）
- プロミスト・ランド（飯嶋和一監督）
- ブルーピリオド（萩原健太郎監督） - 後藤先生 役

2025年
- 雪風 YUKIKAZE（長谷川康夫監督） - 中川義人 役
- てっぺんの向こうにあなたがいる（阪本順治監督）

### 短編映画
- bunny boy（木津俊彦監督）
- メイド・イン・ヘヴン（成田尚哉監督）
- アイ、マイ、ミー、マイン（渡辺賢一監督）
- 兎のダンス（池田千尋監督）
- ショコラの見た世界（行定勲監督）
- 恋のしくみ（行定勲監督）
- HOT CHIKIS（ジョン・ヒジリ監督）
- ショートバケーション（リ・ユンソク監督）
- かくれんぼ（田中希美絵監督）
- 小指ラプソディ（田中聡監督）
- ミュージアム〜序章（白石晃士監督）

### 配信映画
- ナックルガール（2023年11月2日、チャン監督） - 鈴木正人 役 [21]

### テレビドラマ
2005年
- HTBスペシャルドラマ うみのほたる（北海道テレビ） - 松山哲郎 役

2006年
- 輪舞曲（TBS）
- スイッチを押すとき（MBS）
- 怨み屋本舗（テレビ東京） - 室田久夫 役
- イグザンプラードラマ（テレビ神奈川）

2007年
- 相棒 season6 第1話「複眼の法廷」（2007年10月24日 テレビ朝日） - 裁判員・田上魁斗 役
- 芋たこなんきん（NHK） - 鮫島 役

2009年
- 探偵Xからの挑戦状!（NHK）
- 妄想姉妹〜文學という名のもとに〜 第9話（日本テレビ） - 源七役
- 検事・朝日奈耀子7（テレビ朝日） - 菅崎恭介 役

2010年
- BUNGO -日本文学シネマ-「魔術」（2月16日、TBS） - 直哉 役
- 絶対零度 〜未解決事件特命捜査〜 第7話（5月25日、フジテレビ） - 横川茂人 役

2011年
- 任侠ヘルパー スペシャル（1月9日、フジテレビ）

2012年
- 日中国交正常化40年記念ドキュメンタリードラマ 開拓者たち（1月・NHK BSプレミアム、4月・総合テレビ）
- それからの海（年3月3日、NHK） - 谷口喜一 役
- Friend-Ship Project〜タクのタクシー〜（3月31日、テレビ東京） - 清水実 役
- コドモ警察 第7話（5月31日、MBS） - 神山 役
- ヒトリシズカ 第2話（10月28日、WOWOW） - 尾関 役
- 孤独のグルメ Season2 第9話 （2012年12月05日、テレビ東京）- 侍店員1 役

2013年
- まほろ駅前番外地（テレビ東京） - 吉村刑事 役
- 佐藤家の朝食、鈴木家の夕食（1月28日、BSジャパン） - 佐藤圭一 役
- プレミアムドラマ 人生、成り行き 天才落語家・立川談志 ここにあり（8月11日・8月18日、NHK BSプレミアム）
- Woman 第10話（9月4日、NTV） - 青柳信の背中を押したサラリーマン 役

2014年
- 金曜プレステージ「堂場瞬一サスペンス 執着〜捜査一課・澤村慶司2」（3月7日、フジテレビ） - 藤巻智也 役
- ロング・グッドバイ 第4話（5月10日、NHK） - 元隊員 役
- リバースエッジ 大川端探偵社 第10話（6月21日、テレビ東京） - 磯山秋雄 役
- あすなろ三三七拍子 第4話（8月5日、フジテレビ） - 野口康夫 役
- 罪人の嘘 第2話・第3話（9月7日・9月14日、WOWOW） - 今井刑事 役
- 女はそれを許さない 第2話（10月28日、TBS） - 鈴木渉 役

2015年
- 破門（1月9日 - 、BSスカパー!） - 新井玲司 役
- 予告犯〜THE PAIN（6月、WOWOW） - 萩原孝一 役
- 3つの街の物語（6月7日、TBS） - 新藤誠 役
- 探偵の探偵 第8話（8月27日、フジテレビ） - 浅村克久 役
- しんがり 山一證券 最後の聖戦（2015年9月20日 - 10月25日、WOWOW） - 冨田幸信 役
- コウノドリ - 町田貴生 役
- 世にも奇妙な物語 25周年記念!秋の2週連続SP 傑作復活編（思い出を売る男）（木梨憲武主演） - 借金取り 役

2016年
- 撃てない警官（1月10日 - 、WOWOW） - 木戸和彦 役
- 警視庁ゼロ係〜生活安全課なんでも相談室〜 第1話（1月15日、テレビ東京） - 木村勝男 役
- きんぴか（2016年2月13日 - 、WOWOW） - 草壁明夫 役
- 水曜ミステリー9「ソタイ 組織犯罪対策課2」（4月13日、テレビ東京） - 呉永漢 役
- 侠飯〜おとこめし〜（2016年7月 - 、テレビ東京） - 火野丈治 役
- 未解決事件 File.05 ロッキード事件（7月23日・7月24日、NHK総合）- 水野光昭 役

2017年
- スリル!黒の章〜弁護士・白井真之介の大災難 第2回（2017年3月5日、NHK BSプレミアム） - 今西太一 役
- フランケンシュタインの恋 第5話（5月21日、日本テレビ）
- ABUアジア子どもドラマシリーズ2017「ほんとうのともだち」（7月24日、NHK・Eテレ） - 担任教師 役
- 下北沢ダイハード 第7話 （9月2日、テレビ東京） - ヤクザ・カタオカ 役
- 石つぶて 〜外務省機密費を暴いた捜査二課の男たち〜 （11月5日 - 12月24日、WOWOWプライム） - 第四知能犯一係係長 細野辰彦 役

2018年
- 白日の鴉（1月11日、テレビ朝日） - 福地信夫 役
- 監査役野崎修平（1月14日 - 3月4日、WOWOW） - 西條進 役
- 記憶 第4話・第5話（4月18日・25日 、フジテレビNEXT） - 渡辺総一郎 役
- モンテ・クリスト伯 -華麗なる復讐- 第3話 - 最終回（5月3日 - 6月14日、フジテレビ） - 土屋慈 役
- グッド・ドクター 第5話（8月9日、フジテレビ） - 羽山徹郎 役
- 獣になれない私たち 第3話 - 最終話（10月24日 - 12月12日、日本テレビ） - 堀田 役

2019年
- 孤高のメス（1月13日 - 3月3日、WOWOW） - 上坂喜一 役
- ラジエーションハウス 第5話（5月6日、フジテレビ） - 藤本勝彦 役
- 刑事7人 第1話・第2話（7月10日・17日 、テレビ朝日） - 笠松望 役
- ミリオンジョー（10月10日 - 、テレビ東京） - 真加田恒夫 役
- 4分間のマリーゴールド（10月11日 - 、TBS） - 江上良平 役
- 相棒 season18 第3話「少女」（10月23日 テレビ朝日） - 島村裕之 役
- シャーロック (テレビドラマ) - 月岡徹平 役

2020年
- ひみつ×戦士 ファントミラージュ! - 知与古礼人 役
- アライブ がん専門医のカルテ 第4話（1月30日、フジテレビ） - 森川 役
- 白日の鴉2 - 福地信夫 役
- 世にも奇妙な物語 '20夏の特別編 「燃えない親父」 - ジャスミン 役
- 太陽の子（8月15日、NHK総合・BS4K・BS8K） - 木戸貴一 役
- タリオ 復讐代行の2人 第3話（10月23日、NHK総合・BS4K） - 山村隆也 役

2021年
- トッカイ バブルの怪人を追いつめた男たち - 安藤隆弘 役
- 半径5メートル - 田端博紀 役
- 青天を衝け（NHK） - 前島密 役
- 密告はうたう 警視庁監察ファイル（2021年8月 - 、WOWOWプライム） - 宇田邦弘 役
- TOKYO MER～走る緊急救命室～ 第10話 (2021年9月5日、TBS) - 南理事官 役

2022年
- ヒル Season2（2022年4月15日 - 5月20日、WOWOW） - ナナシ 役
- TOKYO VICE 第2話・第3話・第7話（2022年4月 - 、HBO Max・WOWOW） - 船木 役
- 元彼の遺言状 第7話（2022年5月23日、フジテレビ） - 若松毅 役
- 七人の秘書スペシャル（2022年10月2日、テレビ朝日） - 伍井保 役

2023年
- 風間公親-教場0- 第7話・第8話（2023年5月22日・29日、フジテレビ） - 梅津 役
- ドロップ（2023年6月2日 - 8月4日、WOWOW） - 荒牧 役
- 軍港の子 〜よこすかクリーニング1946〜（2023年8月10日、NHK総合） - 高木光太郎 役
- ブラックポストマン 第2話（2023年8月25日、テレビ東京） - 梅下大輔 / 池本純也 役
- アイドル誕生 輝け昭和歌謡（2023年12月1日、NHK BSプレミアム4K）- 酒井政利 役
- あれからどうした 第3話「制服を脱いだ警察官」（2023年12月28日、NHK総合） - 加賀浩司 役
- 連続テレビ小説 ブギウギ（2023年、NHK） - 矢崎秘書室長 役

2024年
- RoOT / ルート（2024年4月3日 - 6月5日、テレビ東京） - ドブ 役
- 海に眠るダイヤモンド 第9話（2024年12月22日） - 鋼市 役

2025年
- 東京サラダボウル 第7話 - 最終話（2025年2月18日 - 3月4日、NHK総合・NHK BSP4K） - 豊角行広 役

- DOPE 麻薬取締部特捜課（2025年7月4日 - 、TBS） - 葛城康介 役[34][35]

### テレビアニメ
- ミチコとハッチン（2008年、フジテレビ） - サトシ 役

### 舞台
- レーン（2005年、ライヴホール CROSS ROAD、作・演出〜立花英久）主演
- サイゴ（2005年、吉祥寺シアター、作・演出〜林灰ニ）主演
- 国民傘（2011年、下北沢ザ・スズナリ、作・演出〜岩松了） - 看守 役
- カラシニコフ不倫海峡（2014年、中目黒ウッディーシアター、作・演出〜坂元裕二）主演

### Web放送
- 女たちは二度遊ぶ「平日公休の女」（2010年3月、NTTドコモ携帯電話TV、BeeTV）

### 配信ドラマ
- ミュージアム - 序章 -（2016年10月1日配信開始、WOWOWオンデマンド） - 九堂仁 役[36]
- ワンダーハッチ -空飛ぶ竜の島-（2023年12月20日配信、Disney+ Star） - タイチ 役[37]
- さよならのつづき（2024年11月14日配信、Netflix） - 松井 役
- HEART ATTACK（2025年3月20日、FOD） - パク 役[38][39]

### CM
- 静岡放送（2005年川西純演出）
- P&G「SK-II」（ナレーション、2005年立花英久演出）
- 本田技研工業 （2006年立花英久演出）
- コカ・コーラ （2008年）
- 三菱東京UFJ銀行 カードローン編（2009年）
- ジェームス（2011年村本大志演出）
- マクドナルド 朝マック編（2013年呉美保演出）
- HONDA N-BOX（2017年）
- 三ツ矢サイダー（2018年）
- サントリー金麦（2019年）

### MV
- iLL「kiss」
- te,「夢とは現実という平凡なものに付ける美しさに似た『嘘』の俗称。」
- ASIAN KUNG-FU GENERATION「Right Now」